# 라스트 런 (1971년 영화)
《라스트 런》(The Last Run)은 미국에서 제작된 리처드 플레이셔, 존 휴스턴 감독의 1971년 영화이다. 조지 C. 스콧 등이 주연으로 출연하였고 카터 드 해븐 주니어 등이 제작에 참여하였다.

## 출연

### 주연
- 조지 C. 스콧
- 토니 무선트

### 조연
- 트리쉬 밴 데비어
- 콜린 듀헐스트
- 알도 샘브렐
- 로버트 콜비
- 록키 테일러